# 中村岩人
中村 岩人（なかむら いわと、安政元年（1854年）- 没年不詳）は、日本の建築家。

## 経歴
福井県生まれ。1885年（明治18年）に内匠課勤務となり、1889年（明治22年）に内匠寮技手を拝命。1895年（明治28年）の沼津御用邸の御座所と女官棟の増築を手がける。その後、1897年（明治30年）に退官した。